# Pierre-Yves André
Pierre-Yves André (Lannion, 14 de maio de 1974) é um ex-futebolista francês que atuava como atacante.

## Carreira
Revelado pelo US Lannionaise, clube de sua cidade-natal, André profissionalizou-se em 1993, no Rennes, sendo lançado ao elenco principal pelo treinador Didier Notheaux. Jogou pelos bretões durante 4 temporadas (136 partidas e 11 gols). Em 1997, foi contratado pelo Bastia, vencendo a Taça Intertoto. Até 2001, também entrou em campo 136 vezes, fazendo 36 gols no total.
Entre 2001 e 2003, atuou em 47 jogos pelo Nantes, onde foi campeão da Supercopa da França em seu primeiro ano como jogador dos Canários, que venceram o Strasbourg por 4 a 1. Durante 6 meses, foi emprestado ao Bolton Wanderers, sendo decisivo para evitar o rebaixamento da equipe à segunda divisão inglesa.
Jogou também uma temporada pelo Guingamp, voltando ao Bastia em 2004. Sua última temporada como profissional (2009-10), embora fosse a mais expressiva em gols (14), terminou da pior forma para o atacante, que no dia em que completava 36 anos, viu o SCB cair para a terceira divisão após 45 anos, mesmo vencendo o Istres - Guingamp e Strasbourg também não evitaram o descenso. O rebaixamento foi decisivo para que André encerrasse a carreira.

## Seleção Francesa
Tendo jogado entre 1994 e 1996 pela Seleção Francesa Sub-21, André disputou também 3 partidas pela equipe principal dos Bleus.
Em 1998 jogou ainda uma vez pela Seleção da Bretanha.

## Títulos
SC Bastia
Taça Intertoto: 1 (1997)
FC Nantes
Supercopa da França: 1 (2001)